# کارخانجات نداجا
کارخانجات نداجا یک محوطه کشتی‌سازی مربوط به نیروی دریایی ارتش جمهوری اسلامی ایران واقع در بندرعباس، استان هرمزگان است.